# 三菱・コルト
コルト（COLT）は、三菱自動車工業が製造・販売していた小型自動車である。2023年以降に欧州で販売されているモデルは、ルノーからOEM供給を受けたモデルである。
欧州では初代から5代目の三菱・ミラージュのペットネームにコルトを使用していたため、日本と世代のズレが生じている。

## 初代（欧州6代目） Z21/23A型（2002年 - 2013年）
三菱自動車とダイムラー・クライスラーの共同で通称「Zカー」として開発が進められたコンパクトカーであり、2002年6月に車名が「コルト」に正式決定した。この車名は海外ではミラージュの輸出名として使用されていたものの、日本国内ではコルトギャランで途絶えていたため、30年ぶりに復活した形となる。
プラットフォームを共用する姉妹車として、ダイムラーの「スマート・フォーフォー」があり、欧州向けコルトとともにオランダのネッドカーで生産されていた。
顧客が装備などを細かく選べる「カスタマーフリーチョイス」を三菱自動車で初めて採用した。一方で、オリビエ・ブーレイによる富士山型のフロントグリル（いわゆるブーレイ顔）が賛否両論を呼び、後に日本仕様についてはマイナーチェンジでブーレイ顔が廃止された。
2002年の発売当初は月間7,000台の販売を計画していたが、最も車体サイズが近いホンダ・フィットをはじめとした強力なライバルに対して苦戦を強いられることとなった。2008年、欧州ではフェイスリフトを実行し、当時の三菱車のトレンドとなっていた「ジェットファイターグリル」を採用して精悍な印象に改められたが、日本では引き続き従来型が販売されていた。
2009年、日本においては環境対応車普及促進税制（エコカー減税）や、100万円を切る「Limited」の設定が追い風となり、同年1月には800台を割り込むまで落ち込んでいた販売台数が、10月には前年同月販売実績の2倍以上にあたる2,158台まで回復した。
モデル末期には車種整理の末、1.5LのNA（自然吸気）エンジン車は消滅した。

### 年表
- 2002年11月11日 - 発表・販売開始。
- 2002-2003年のグッドデザイン賞の商品デザイン部門を受賞。
- 2003年
  - 8月21日 - 当社の女性スタッフで作るグループ「FM-seeds」からの提案を生かし、専用ボディカラーの設定、本革調シートカバーや白木調アクセントパネルなどを採用した上質なインテリア、UV&ヒートプロテクトガラス、クリーンエアフィルター（脱臭機能付）、アクセサリーボックスを標準装備し機能性を高めた特別仕様車「Bloom Edition（ブルーム エディション）」を発売。
  - 10月8日 - 一部改良。「Bloom Edition」で好評だったUV&ヒートプロテクトガラス、クリーンエアフィルター（脱臭機能付）を一部グレードに標準装備化すると共に、アクセサリーBOXもオプション設定された。また、推奨パッケージの内容を1.3L/1.5L同一にすると共に内容も見直された。ボディカラーはディープピンクメタリックに代わってミディアムオレンジメタリックを追加。また、「1.3 Casual」をベースに三菱電機製のDVDカーナビゲーション（AVN）、セパレートシート（フロント）+ベンチシート（リア）やUV&ヒートプロテクトガラスを採用しながらお買い得価格に設定した特別仕様車「DVD Navi Edition」を発売。
  - 11月11日 - 発売1周年を記念し、カスタマーフリーチョイスで人気が高いアイテムと6種類から選べるアクセントセンターサイドパネルを装備した特別仕様車「1st Anniversary Edition」を発売。2003年12月末までの期間限定販売。
- 2004年
  - 1月31日 - 「1.5 スポーツ バージョン」をベースにディスチャージヘッドランプ・プロジェクターフォグランプ、専用グリル、大型リアスポイラーを装備し、よりスポーティな外観とした特別仕様車「ビームエディション」を発売。
  - 5月20日 - 前年好評だった「ブルームエディション」にアロマディフィーザー・消臭天井・コーナー&バックセンサーなど、"ストレス・フリー"を目指す装備を追加し再発売。さらに、「1.3 Casual」をベースにブルーを基調としたクール内装とCDプレイヤー・4スピーカーを装備した「ベストセレクトエディション」と、ベージュを基調としたウォーム内装と三菱電機製DVDカーナビゲーションを装備した「ベストセレクトナビエディション」の2つの特別仕様車も発売。
  - 10月25日 - ダイムラー・クライスラーとの共同開発によるエンジン（4A90 MIVEC（1.3L）/4A91 MIVEC（1.5L））の採用[注釈 3]など大幅なマイナーチェンジを実施。1.5L 4G15型MIVECターボエンジン搭載の「RALLIART」を追加。また、「1.3 Casual」をベースにCDプレイヤーを標準装備した特別仕様車「Limited Edition」とMMES（2DINタイプのAV一体型DVDナビゲーションシステム）を標準装備した「Limited Navi Edition」も発売。同時に派生のワゴンモデル・コルトプラスが発表された。
  - 欧州仕様車も発売開始。ブーレイ顔を継続採用するが、そのデザインは前期日本仕様とは異なる。なお、5ドア（CZ5）の他に3ドア（CZ3）も設定される。
  - 11月11日 - コルト（欧州仕様）がドイツの「ゴールデン・ステアリングホイール賞」（他国ではカー・オブ・ザ・イヤーに相当する）の小型車部門を受賞。
- 2005年
  - 5月17日 - 特別仕様車「ブルームエディション」の第3期モデルを発売。今回は三菱重工業が住宅向けエアコン用に開発した技術をカーエアコン用に応用した世界初の「アレルゲンクリアフィルター」を装備。
  - 11月4日 - 一部改良。バイオクリアフィルターを全車標準装備。同時に「1.3S」「1.3E」「1.3G」「1.5M」「1.5G」「ラリーアート」の6グレードに整理される。また、「1.3E」をベースにMMESもしくはパネル一体型CDプレイヤーを選択できる充実装備の特別仕様車「リラックスエディション」及び「ラリーアート」にMMESと4スピーカーを装備した特別仕様車「ラリーアート ナビエディション」を発売。
- 2006年
  - 欧州でクーペカブリオレ（コルトCZC）発売開始。
  - 2月9日 - ご当地ナンバーの「岡崎」認証を記念した地域限定特別仕様車「岡崎エディション」を発売。100台限定で、愛知中央三菱自動車販売にて販売された。
    - バイオクリアフィルター付オートエアコン、クラリオン製HDDカーナビゲーション、サングラスホルダー・ルーム&マップランプ・プッシュ式カードホルダーを一体にしたオーバーヘッドコンソール、キーレスエントリー用のリモコンキーを2個装備し、打ち上げ花火と岡崎城が描かれたオリジナルステッカー、岡崎市の花である「フジ」をモチーフにした「フジパープル（ミディアムパープルメタリック）」を専用色として設定し。

  - 5月30日 - RALLIART Version-R発売。
- 2006年11月21日 - コルトプラスと共に一部改良が加えられ、Version-Rと同じくゲトラグ製マニュアルトランスミッションを搭載した「1.5C」（減速比はVersion-Rと異なる）、「1.3E」にフロントベンチシートやリアプライバシーガラスを標準装備した新廉価グレード「1.3F」、特別仕様車「リラックスエディション」の装備を一部見直してカタロググレード化した「1.3M」、ブラック基調の内装と専用外観を採用したスポーティグレード「1.3/1.5RX」を追加し、グレード体系を見直した。また、CVTのシフトパターンの変更により、一部グレードで平成22年燃費基準+10%または同+20%を達成し、グリーン税制に適合した。
- 2007年11月14日 - コルトプラス、Version-Rと共に一部改良。既存の「1.3F」と「1.3M」を集約した新グレード「Very」を新設。UV&ヒートプロテクトガラス、撥水フロントドアガラス、オートライトコントロール、間欠リヤワイパーなどを装備する。なお、「Very」にMMESを標準装備した「Very+navi」も用意される。また、既存グレードについてもメッキ付フロントメッシュグリル（「1.5C」を除く）や新シート生地を採用。「RX」は価格も見直された。
- 2008年
  - 5月13日 - 「Very」のボディカラーにサクラピンクメタリックを追加。
  - 10月23日 - 一部改良。フロントデザインを「コルトプラス」と同一のものにすると共に「Very」には親水&ヒーテッドドアミラーと4スピーカーを、「1.3RX」にはディスチャージヘッドランプをそれぞれ追加。また、「Very」の装備にタコメーター、ハイコントラストメーター、本革巻ステアリングホイールやブラック内装を追加した新グレード「COOL Very」を追加。なお、今回の一部変更に伴って「Very+navi」、「G」、「1.5RX」を廃止。
- 2009年
  - 2月4日 - 「Very」をベースに装備を厳選した特別仕様車「Limited」を発表（2月24日販売開始）。なお、電動格納式リモコンドアミラー（カラード）、カラードドアハンドル&テールゲートドアハンドル、UV&ヒートプロテクトガラス+撥水フロントドアガラス、プライバシーガラス、2スピーカー、マルチモードキーレスエントリーシステム+セキュリティアラーム、フルホイールカバーを追加装備した「コンフォートパック」も設定される。
  - 4月9日 - 一部改良。「Very」、「COOL Very」、「Limited」の2WD車の車両軽量化・エンジンなどの改良により燃費を大幅に向上（19.2km/L→21.0km/L）。これにより「平成22年度燃費基準+15%」を達成すると共に、環境対応車普及促進税制に適合した[注釈 4]。
  - 7月30日 - 1.3L 4WD車の燃費を向上（17.8km/L→18.4km/L）し「平成22年度燃費基準+15%」を達成。これにより1.3Lの全てのグレード・仕様で環境対応車普及促進税制に適合。
- 2010年6月3日 - 一部改良。「Very」・「COOL Very」・「1.3RX」において、2WD車は発電制御の導入とオルタネーターの効率アップなどで「平成22年度燃費基準+25%」を達成。既に適合済みの環境対応車普及促進税制における自動車取得税・自動車重量税の減税額が50%から75%に引き上げられた。4WD車は点火プラグの変更などにより燃費を向上した。また、ボディカラーはアクアメタリックと入れ替えでチタニウムグレーメタリックを追加、「1.5C」を廃止した。特別仕様車の「Limited」については2WD車で燃費を向上し、「平成22年度燃費基準+20%」を達成、従来設定されていた「コンフォートパック」を廃止する一部改良を行い、販売を継続。さらに、「Very」をベースに、抗アレルゲン加工シート、バイオクリアフィルターを採用し、インパネセンターパネル両サイドに白木目調パネルを採用した特別仕様車「Clean Air Edition」を発売。ボディカラーはRVRで採用されている「カワセミブルーメタリック」を含む4色を設定し、成約プレゼントとして車載用プラズマクラスターイオン発生器が用意される。なお、今回の一部改良モデルより、5年目以降の車検入庫時に保証延長点検（24ヶ月点検相当）を受けることを条件に適用される「最長10年10万km特別保証延長」の対象車種となった。
- 2011年7月27日 - 一部改良。特別仕様車「Clean Air Edition」の専用ボディカラーだった「カワセミブルーメタリック」の設定グレードを「Very」・「COOL Very」・「1.3RX」にも拡大適応した。
- 2012年12月 - 日本国内向け生産終了。ニュージーランド向け及びオランダネッドカーのみの生産となる。日本向けの後継はミラージュ。
- 2013年1月 - 日本国内向け販売終了。

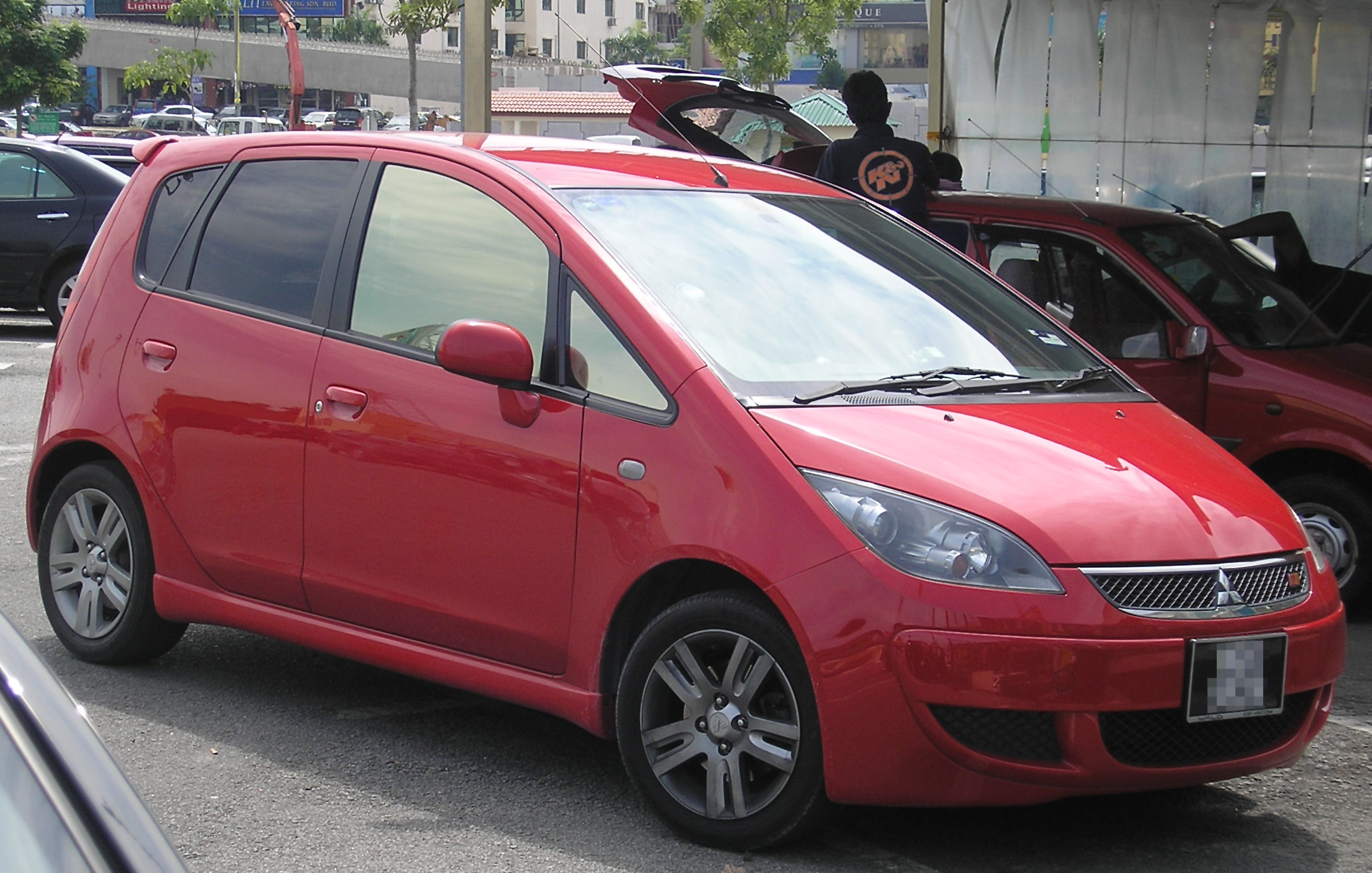
アジア仕様5ドア（後期型）
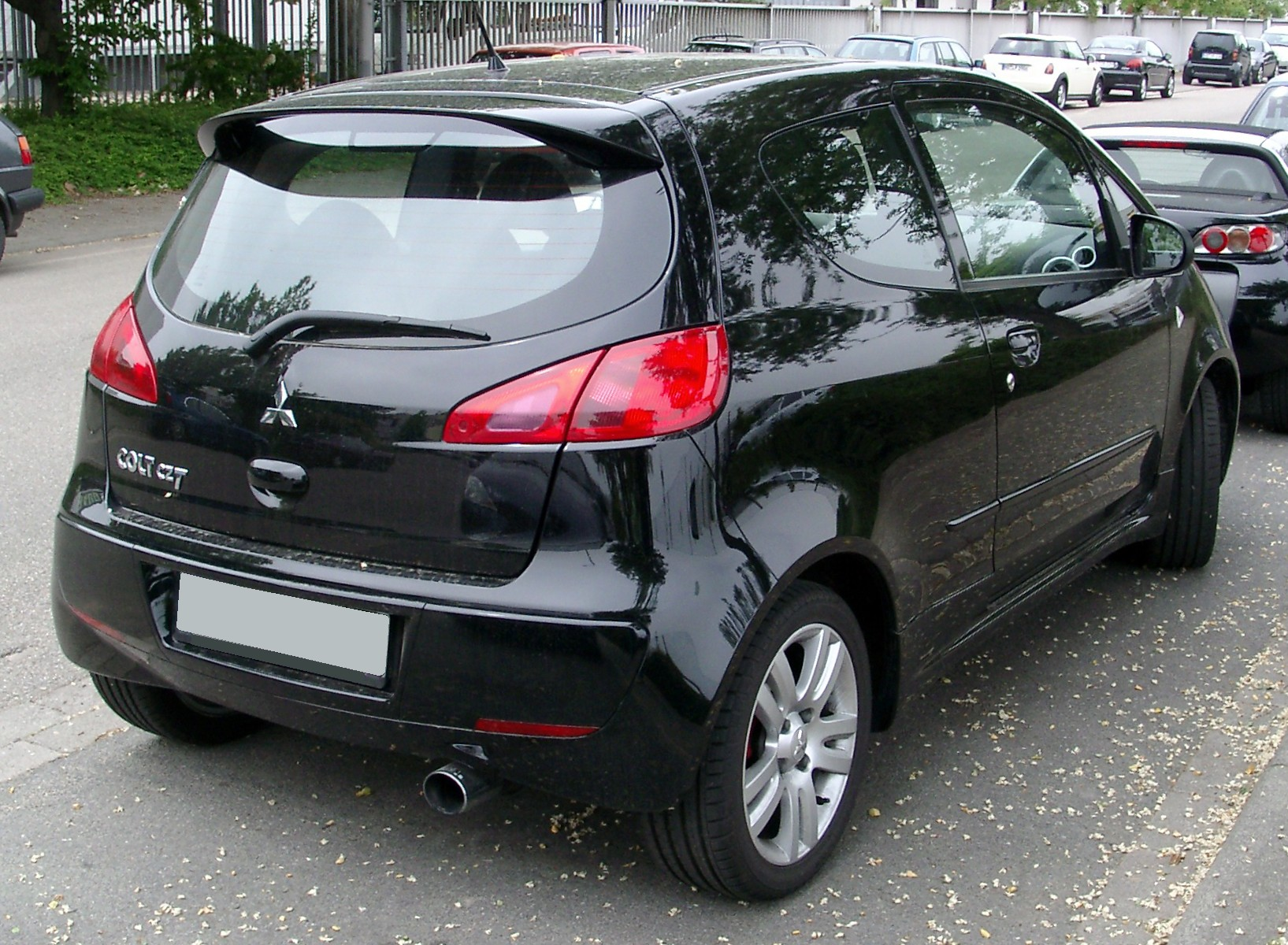
欧州仕様3ドア（リア）
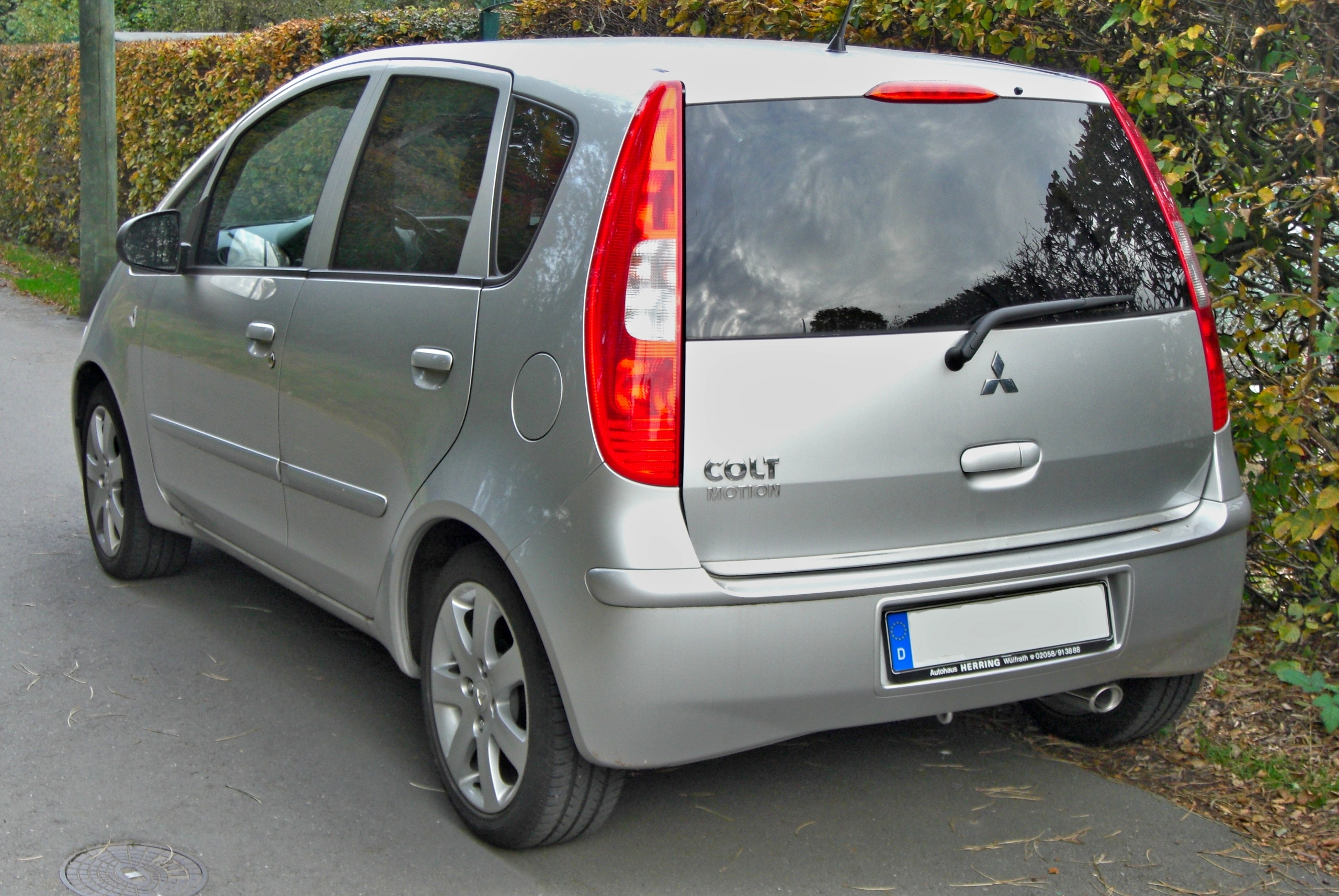
欧州仕様5ドア（リア）
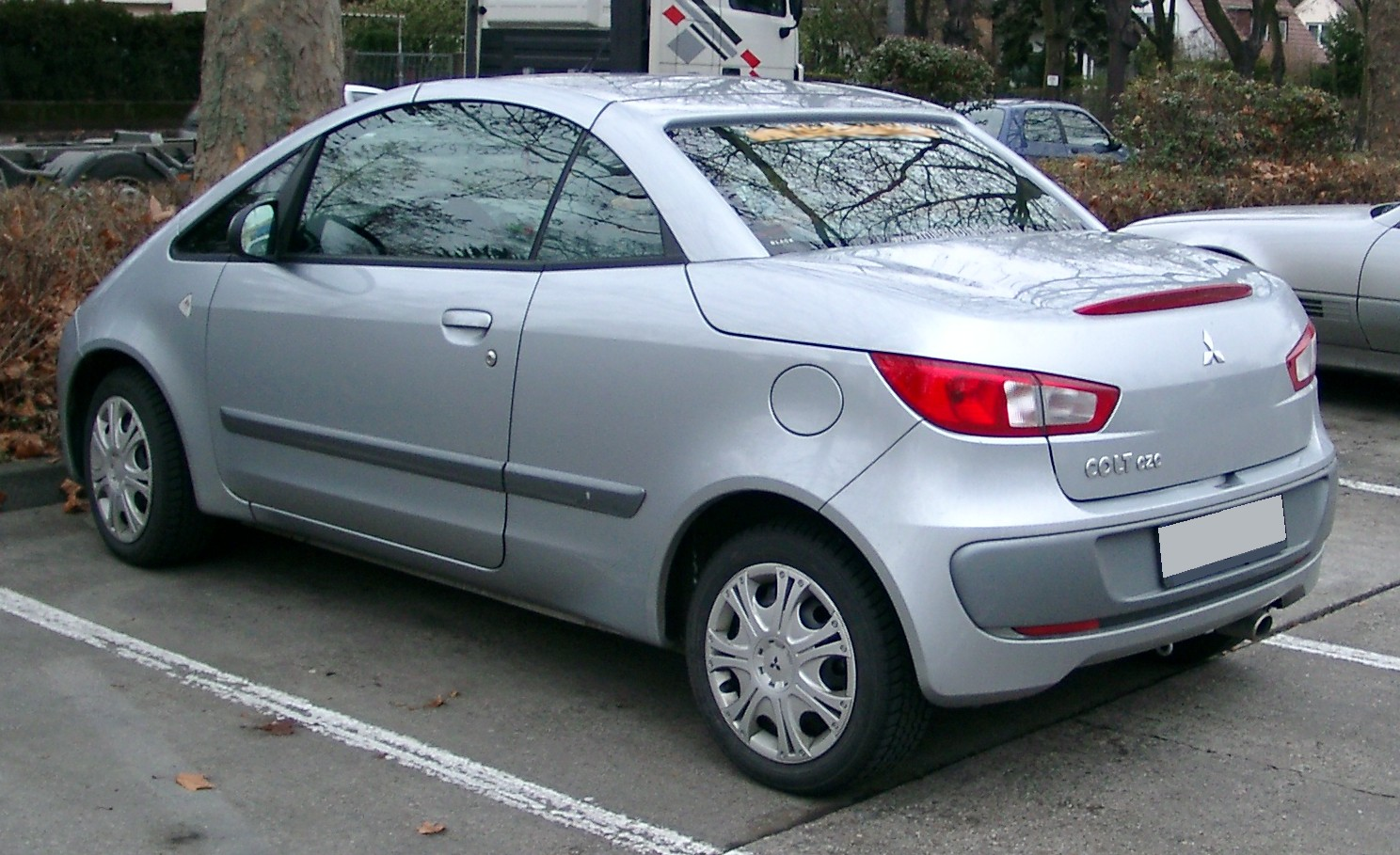
コルトCZC（リア）
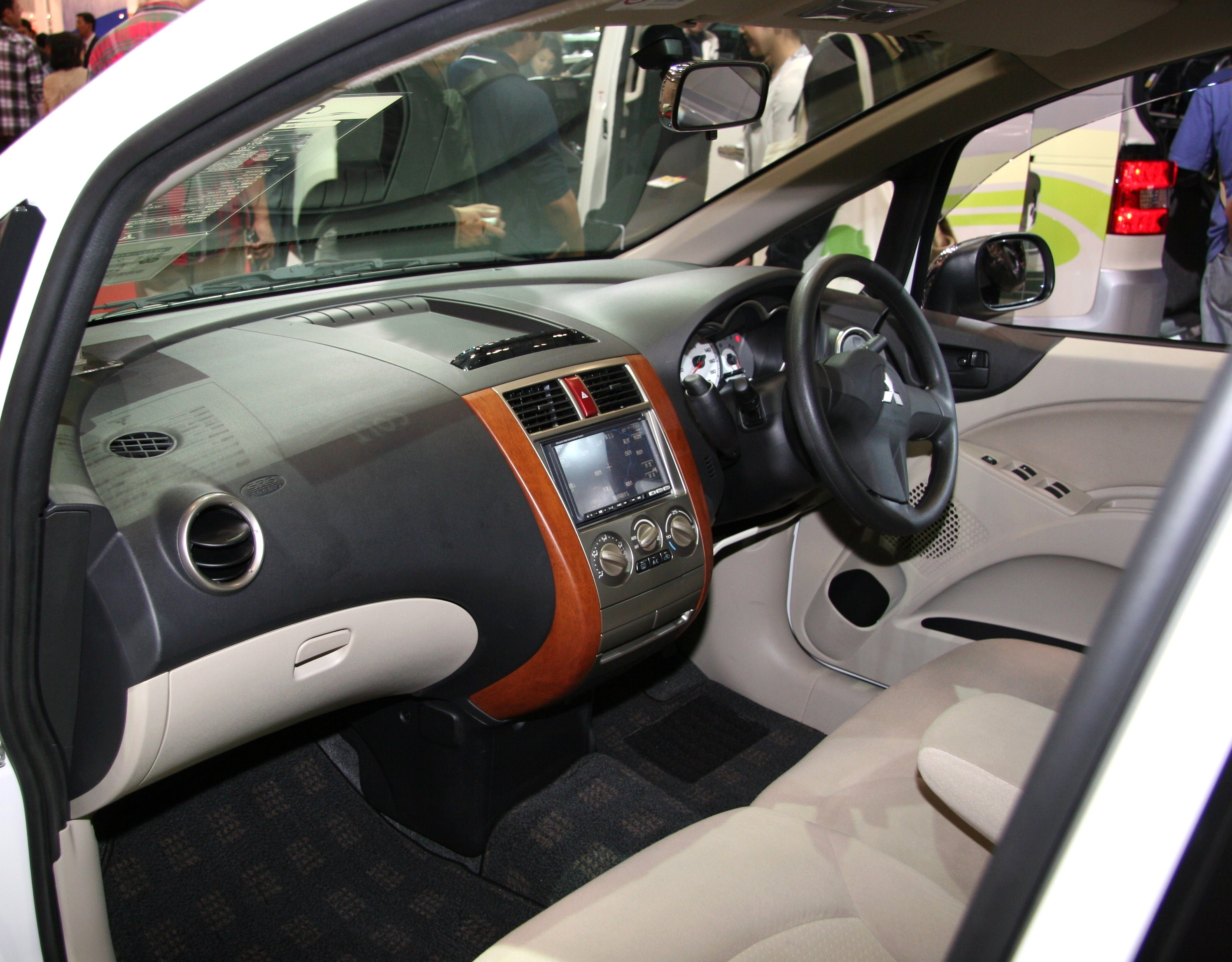
室内

## 2代目（欧州7代目）（2023年 - ）
当代ではアライアンスパートナーであるルノーからOEM供給を受けることになり、5代目クリオ（日本名ルーテシア）をベースに「ダイナミックシールド」と呼ばれるフロントデザインコンセントが採り入れられた専用のフロントグリルが与えられている。
パワートレインは1.6Lガソリンエンジン+モーター+マルチモードの自動変速機を組み合わせたハイブリッドモデル、1.0Lガソリンターボエンジン+6速MT、1.0Lガソリンエンジン+5速MTの3種類が用意される。

### 沿革
- 2023年
  - 6月9日 - 欧州の事業統括会社であるミツビシ・モーターズ・ヨーロッパを通じて欧州7代目にあたる当モデルを発表した[4]。
  - 10月 - 新型の販売を開始。
- 2025年
  - 2月6日 - ドイツの自動車雑誌オートビルド（英語版）が主催するベストインポートカー2024にて小型車部門で受賞したと発表[5]。

## 車名の由来
英語で「仔馬」を意味する。1960年代に、三菱自動車工業の前身である新三菱重工業が初めて乗用車に用いた名称を原点に還る意味で再起用している。

## 生産工場

### 初代（欧州6代目）
- 三菱自動車工業名古屋製作所岡崎工場（愛知県岡崎市）- 日本国内向け
- ネッドカー（オランダリンブルフ州） - 欧州向け。姉妹車「スマート・フォーフォー」も生産
- ピニンファリーナ（イタリア） - コルトCZC （クーペカブリオレ、日本未発売）

### 2代目（欧州7代目）
- オヤック・ルノー（トルコブルサ） - （日本未発売）